# Deborah Chiesa
Deborah Chiesa (ur. 13 czerwca 1996 w Trydencie) – włoska tenisistka.

## Kariera tenisowa
W swojej karierze zwyciężyła w trzech singlowych i czt ernastudeblowych turniejach rangi ITF. Najwyżej w rankingu WTA Tour w singlu sklasyfikowana była na 143. miejscu (11 czerwca 2018) i w deblu na 307. miejscu (27 lutego 2017).

## Wygrane turnieje rangi ITF
| turnieje z pulą nagród 100 000 $ |
| turnieje z pulą nagród 80 000 $  |
| turnieje z pulą nagród 60 000 $  |
| turnieje z pulą nagród 25 000 $  |
| turnieje z pulą nagród 15 000 $  |
| turnieje z pulą nagród 10 000 $  |

### Gra pojedyncza
|    | Data       | Turniej | ($)    | Naw.            | Finalistka      | Wynik         |
| 1. | 15/07/2017 | Turyn   | 25 000 | ziemna          | Renata Zarazúa  | 6:3, 2:6, 7:5 |
| 2. | 17/09/2017 | Pula    | 25 000 | ziemna          | Jessica Pieri   | 7:6(3), 6:3   |
| 3. | 19/11/2017 | Zawada  | 25 000 | dywanowa (hala) | Katarzyna Piter | 6:2, 4:6, 6:4 |